# کمیته سوم مجمع عمومی سازمان ملل متحد
کمیته سوم مجمع عمومی سازمان ملل متحد (انگلیسی: United Nations General Assembly Third Committee) یکی از شش کمیته اصلی در مجمع عمومی سازمان ملل است که به حقوق بشر، امور بشردوستانه و مسائل اجتماعی می‌پردازد.